# Bab Marrakech (Essaouira)
Pour les articles homonymes, voir Bab Marrakech.
Bab Marrakech (en arabe : باب مراكش ; Porte de Marrakech), est une porte fortifiée du XVIIIe siècle se situant à Essaouira, au Maroc. C'est l'une des principales portes d'accès à la médina d'Essaouira, dont elle se situe au sud-est.

## Histoire
Bab Marrakech a été bâtie au XVIIIe siècle, au même moment que la muraille et la médina, sous les ordres du sultan Mohammed Ben Abdellah, de la dynastie alaouite. Elle était un passage obligé pour prendre la route de Marrakech et d'Agadir.
Elle est classée comme monument historique depuis le dahir du 30 août 1924.

## Architecture
De style chérifien, Bab Marrakech est une porte arrondie reliée par des remparts en pierre et enduit d'un crépit de terre, comportant des créneaux carré. Elle se présente sous forme d’un carré de 5,90 sur 5,80 m, dont l’intersection de ses diagonales constitue le centre d'un arc en plein cintre.
Encadrée de pierres taillés, Bab Marrakech reste une porte simple mais très bien située, permettant l'accès à la médina d'Essaouira.

### Sources bibliographiques
1. ↑  Mana 2005, p. 31